# 1076
1076. је била проста година.

## Догађаји
- Википедија:Непознат датум — Владавина арапске династије Абадида у Севиљи у данашњој Шпанији (од 1023. до 1091).

- Цар Хајнрих IV сазива сабор у Вормсу, који свргава папу. Папа екскомуницира Хајнриха IV и ослобађа његове вазале заклетве верности. Немачки кнежеви се буне против цара.
- Цар Хајнрих IV проглашава папу Гргура VII свргнутим. Као одговор, папа проглашава самог Хајнриха IV свргнутим и екскомуницира га.
- Под притиском немачких кнежева, Хајнрих IV је био приморан да се покаје код папе у Каноси.
- Вилијам Освајач напада Бретању да би заробио грофа од Норфолка. Француски краљ Филип I долази у помоћ Бретонима, а Вилијам је приморан да се повуче.
- Анселмо Кентерберијски пише своје дечо „Монолог“.
- Крунисање Болеслава II. Болеслављева неуспешна кампања у Западној Померанији.
- Ганско царство је поражено од стране Алморавида.
- Селџучки Турци заузимају Дамаск.
- Битка Вијетнамаца са трупама Сонг на реци Нхуј Нгујет.
- Владимир Мономах влада у Турову, одакле је послат у поход са својим рођаком.
- Поход Владимира Мономаха и Олега Свјатославича против Чешке Републике како би помогли пољском кнезу Болеславу II Смелом.
- Рат између Пољске и Чешке Републике. Олег Свјатославич и Владимир Мономах учествовали су у рату против чешког кнеза Вратислава II на страни пољског краља Болеслава II Смелог. Према неким подацима који нису из летописа, Мономах узима 1000 гривни сребра од Чеха и враћа се као победник.

## Смрти
- Свјатослав II Јарославич